# Valencien septentrional
Ne doit pas être confondu avec Valencien de transition.

Carte dialectale du sud du domaine linguistique catalan. Le valencien septentrional (stricto sensu) figure en magenta.

Le valencien septentrional, valencien de la Plana ou valencien de Castellón (en catalan : valencià castellonenc, valencià de la Plana, valencià septentrional) est un sous-dialecte du valencien parlé entre le valencien central (ou apitxat) et le valencien de transition.

## Extension
Comme dans le cas du valencien septentrional de transition, le valencien septentrional est inclus dans une vaste zone de transition entre valencien « strict » et catalan nord-occidental, et il est par conséquent malaisé d'en donner une stricte délimitation.
Joan Veny, qui réduit le valencien de transition au territoire de l'ancien diocèse de Tortosa, inclut dans le valencien septentrional une large part des comarques septentrionales du Pays valencien : els Ports de Morella, l'Alt Maestrat, le Baix Maestrat, l'Alcalatén et les deux Planes (la Plana Baixa et la Plana Alta).
Selon Beltran et Segura-Llopes en revanche, le valencien septentrional au sens strict est parlé à la Plana Baixa (à l'exception d'Almenara et la Llosa, qu'ils incluent dans le valencien central), à Castellón, Almassora, Benicàssim, Orpesa et Borriol.

## Caractéristiques
- Le -r final est sensible suivant une isoglosse Alcalà de Xivert, Onda, Borriana, Fondeguilla, et chute au nord (Cabanes de l'Arc, Atzeneta del Maestrat et au-delà[4],[5],[6] ; il chute entièrement en valencien de transition et est sensible dans tout le reste du valencien)[7] ;
- Chute de -d- intervocalique, comme en valencien méridional et en apitxat, mais limitée au suffixe -ada et sporadiquement à -ador (maintenu dans les deux cas en valencien de transition)[8] ;
- Maintien du /v/ labio-dental dans la comarque de la Plana (comme en valencien général ; ce trait est néanmoins en recul), mais bêtacisme dans la zone nord et intérieure[9] ;
- Désinence -e du valencien général à la 1re personne du présent d'indicatif des verbes du premier groupe : jo pense, jo parle (penso, parlo en valencien de transition, comme dans le reste du catalan occidental et en catalan central)[10],[7] ;
- Les pronoms faibles ont leur forme pleine en toute position, comme en valencien central, valencien de transition, catalan nord-occidental et en valencien alicantin : em, te, es > me, te, se[11] ;
- La diphtongue ui (cuina, buit) est croissante [wi], comme dans la plus grande partie du valencien et contre la prononciation décroissante [uj], majoritaire dans le reste du domaine catalan[9],[12] ;
- Prononciation oscillant entre [a] et [e] pour -a atone final dans les déclinaisons verbales[13] ;
- Articles définis du valencien général: el, els (lo, los en valencien de transition)[14] ;
- Élision de -r final des infinitifs lorsqu'il le syntagme verbal comporte un pronom faible en enclise : di(r)-li[15], donà(r)-la, fe(r)-te ;
- Tendance à la palatalisation des phonèmes affriqués alvéolaires[16],[7] : dotze > [ˈdodʒe][7], pots > [ˈpɔtʃ] ;
- Dépalatalisation de [ʃ] en position finale et intervocalique [s] : caixa, coix, pareix > [ˈkajsa], [ˈkojs], [paˈɾejs] (contre [ˈkajʃa], [ˈkojʃ], [paˈɾejʃ] dans la majorité du bloc occidental, [ˈkaʃə], [ˈkoʃ], [pəˈɾɛʃ] en oriental)[17][18],[19] ;
- Chute de l'occlusive finale derrière nasale ou liquide (sauf dans la zone la plus méridionale), comme en alicantin et dans les autres dialectes catalans hors baléare[13],[12] (pon(t), -men(t), mol(t), al(t)) ;
- Dans la Plana Baixa, ouverture de [e] initial en syllabe fermée en [a] (trait que l'on retrouve ailleurs en valencien), mais maintien dans la Plana Alta : espasa, entendre, escola > [asˈpaza], [anˈtendɾe], [asˈkɔla][12] ;
- Absence d'harmonisation vocalique[20] : terre, porta > [ˈtɛra], [ˈpɔɾta].

### Lexique
- Présence d'arabismes singuliers, par exemple farda « écureuil » (à rapprocher du castillan (h)arda > ardilla[21], de même sens) contre la forme esquirol dominante dans le reste du domaine catalan[22],[7] ;
- Abondance d'hispanismes, surtout dans les zones intérieures[23].